# 義耳
義耳（ぎじ）とは、人工の耳介のこと。耳介（いわゆる「耳たぶ」）が外傷や疾病などで失われた際や、萎縮して聴力を失った場合、小耳症など先天的に形が一般と違うなどの場合に、耳周囲組織の形状を正常な状態に保つ目的で用いられるものである。
耳介の機能は日常生活において余り意識されないが、正面からの音を反射して耳の奥（外耳道）に届くようにしており、これを失うと鼓膜など他の機能は損なわれていなくても聴力が落ちる難聴となる。掌で耳介を補助してやれば遠くの小さい音まで聞こえることの逆である。
義耳はこの耳介の代替用としてこれを模した人工物であるが、顔や頭が普段人目に触れる部位でもあるため、より肉体に近い構造物で外見を整えるエピテーゼとしての側面があり、装着者の皮膚の色などにあわせたものも存在する。なお小耳症の場合は外科的手法で外耳を時間を掛けて整形することも行われるが、ある程度成長してからでないと施術が難しいため、成長途上では外見から来る劣等感を回避する意図で利用される場合もある。
装着方法は皮膚用の接着剤を使うものや、眼鏡のツルに固定されていて眼鏡をかけると耳介がある位置にくるものなどがある。接着剤式のものでも日常生活において簡単に脱落することがなく、製品によっては水泳をしても問題ないという。